# Sílaba tónica y sílaba átona
La sílaba tónica o sílaba acentuada es la sílaba de una palabra con mayor prominencia fonética por coincidir con la posición del acento prosódico, es decir, es la sílaba que se pronuncia con mayor fuerza de voz. Una sílaba no acentuada se denomina sílaba átona. Típicamente cada palabra tiene una sola sílaba tónica; además, en la mayoría de las lenguas hay palabras consideradas enteramente átonas, como determinados pronombres que se pronuncian como un todo junto al verbo, o como los artículos.

## Sílaba tónica en español
El español es una lengua de acento fonológicamente relevante, lo cual significa que la posición del acento tiene valor léxico distintivo como sucede en las siguientes palabras:
Juan dio ánimo a su equipo.
Juan animó a su equipo.
«Yo animo a mi equipo». dijo Juan.
Desde un punto de vista más fonético, el acento en español se realiza mediante la prominencia, esta se logra mediante tres rasgos usualmente simultáneos:
1. Variación tonal abrupta (ascendente o descendente)
2. Mayor energía sonora en la sílaba tónica
3. Mayor alargamiento de la sílaba tónica

Los detalles fonéticos del acento dependen no solo de la forma léxica, sino también de la posición de la palabra. Por ejemplo en una oración enunciativa sin topicalización el cambio de tono generalmente es de tipo B*A (tono bajo en sílaba tónica - tono alto en sílaba postónica), aunque hacia el final de la oración la última palabra léxica que marca el final de la oración presenta una variación tonal de tipo BA* (tono bajo en sílaba pretónica - tono alto en sílaba tónica).
El italiano es una lengua con un tipo de acento similar al del español. En esa lengua el alargamiento es más notorio que en español, ya que en italiano las sílabas tónicas abiertas presentan un alargamiento fonético notorio (que en español es secundario y no es sistemático).

## Sílaba tónica en otras lenguas

### Lenguas de acento fijo
El francés es una lengua de acento fijo, la sílaba tónica coincide siempre con la última sílaba de la palabra. En esa lengua el acento funciona como una marca de separación de palabras, pero a diferencia del español no tiene funciones léxicamente distintivas. También el náhuatl clásico tiene acento fijo en la penúltima sílaba, aunque en otros dialectos del náhuatl que también son de acento fijo la posición de este es más complicada y depende de la estructura fonológica.
El latín es otra lengua en que el acento está fonológicamente determinado, aunque puede en la penúltima o antepenúltima sílaba (y solo excepcionalmente en la última, excepto en monosílabos tónicos). En esta lengua el acento recae siempre en la penúltima mora antes de la última vocal, dado que las sílabas largas/pesadas constan de dos moras y las breves/ligeras de una, la posición silábica del acento acabará dependiendo de si las sílabas son cerradas o abiertas y de si contienen vocales largas o breves.

### Lenguas con reducción
En español o en italiano los detalles fonéticos segmentales de las sílabas átonas no difieren notoriamente de los de las sílabas átonas. Esto contrasta con lenguas como el inglés donde las sílabas átonas presentan vocales con menos timbres posibles y afectación colateral de la consonante. De hecho, en inglés las sílabas átonas presentan una realización de la vocal breve y más centralizada [ə] o [ɪ]. Nótese por ejemplo el diferente tratamiento de las consonantes y las vocales que hacen el inglés y el español en palabras similares:
a. hippopotamus [hɪpəˈpʰɑɾəməs] / hipopótamo [ipoˈpotamo]
b. potato [pəˈtʰeɪɾə] / patata [paˈtata].
En (a) y (b) /t/ sufre lenición a [ɾ] (flapping), además de que las vocales se centralizan y se pierden contrastes en sílaba átona.
El catalán central al igual que el inglés elimina contrastes en sílaba átona donde solo puede aparecer fonéticamente las vocales [i ə u] frente a una sílaba tónica donde pueden aparecer más timbres [i e ɛ a ɔ o u]. El occitano presenta una neutralización del mismo tipo pero más compleja en sílaba tónica, pueden aparecer algunas de las siguientes vocálicas [i y e ɛ a ɔ u], aunque en sílaba pretónica hay neutralización de las vocales semicerradas y abiertas y solo son posibles las vocales [i y e a u], mientras que en posición postónica la reducción va más allá y solo pueden darse las vocales [i e o u] (ya que en esa posición además /i, y/ > [i] y /a/ > [o]).
En birmano se presenta otro tipo de reducción similar a la del inglés, en sílaba átona solo aparecen vocales centralizadas y laxas ([ə] o [ɪ] principalmente) además de que solo las sílabas tónicas poseen contrastes tonales.